# Марилия
Мари́лия (порт. Marília)  —  муниципалитет в Бразилии, входит в штат Сан-Паулу. Составная часть мезорегиона Марилия. Входит в экономико-статистический  микрорегион Марилия. Население составляет 218 113 человек на 2007 год. Занимает площадь 1 170,054 км². Плотность населения — 186,42 чел./км².
Праздник города — 4 апреля.

## История
Город основан в 1929 году.

## Статистика
- Валовой внутренний продукт на 2003 составляет 1.466.557.211,00 реалов (данные: Бразильский институт географии и статистики).
- Валовой внутренний продукт на душу населения на 2003 составляет 6.923,44 реалов (данные: Бразильский институт географии и статистики).
- Индекс развития человеческого потенциала на 2000 составляет 0,821 (данные: Программа развития ООН).

## География
Климат местности: субтропический. В соответствии с классификацией Кёппена, климат относится к категории Aw.
```

```

## Галерея

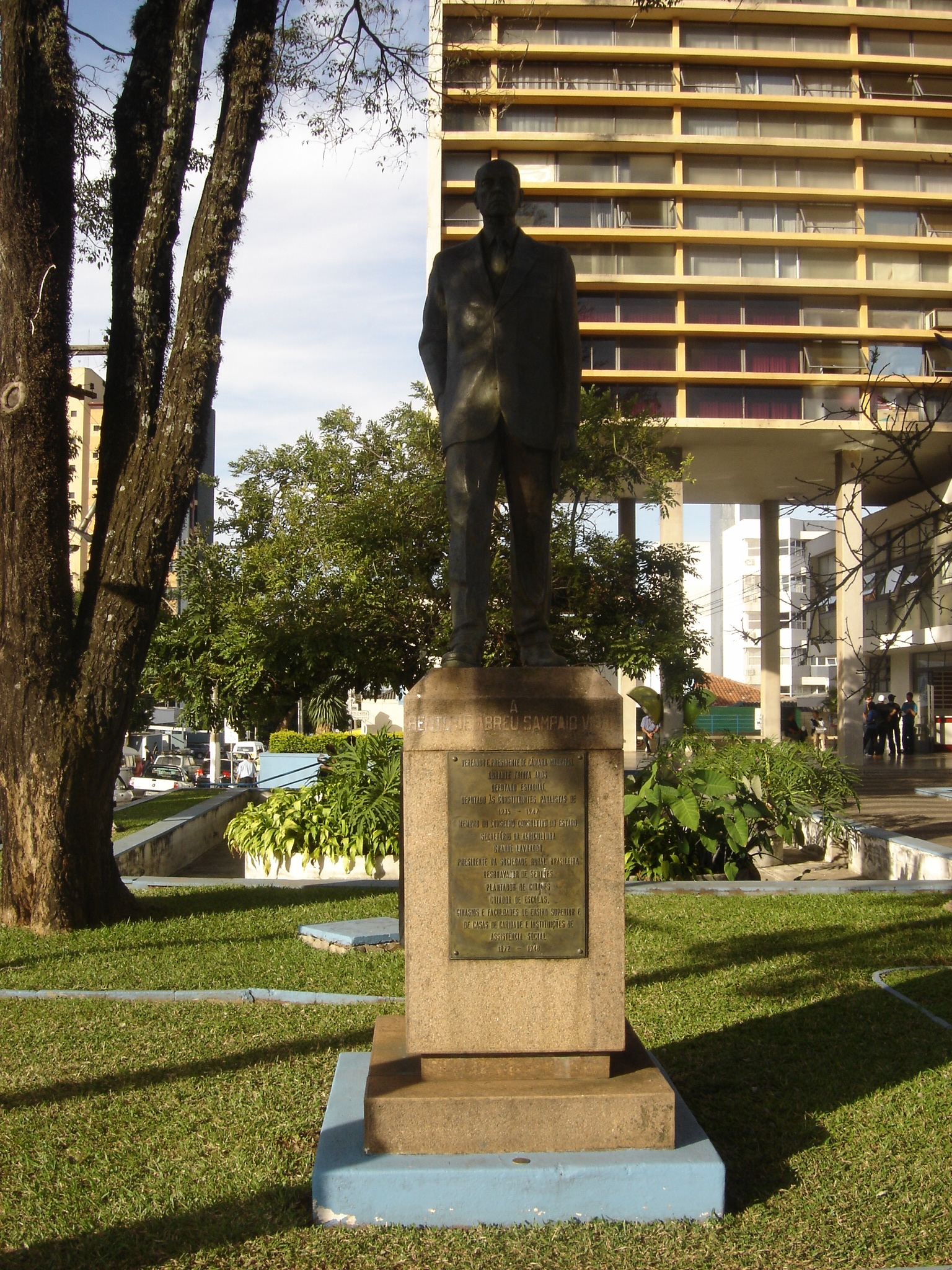
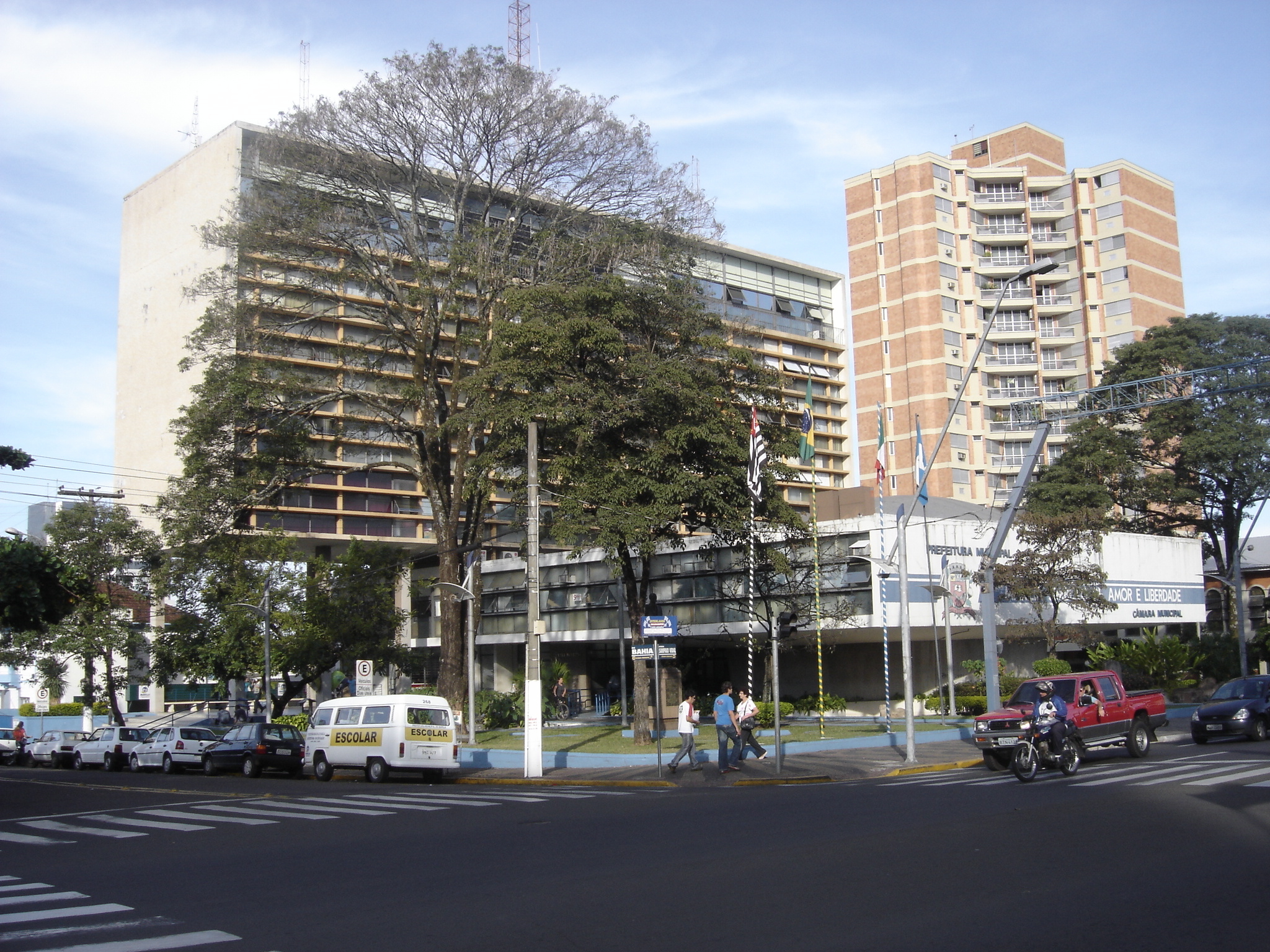
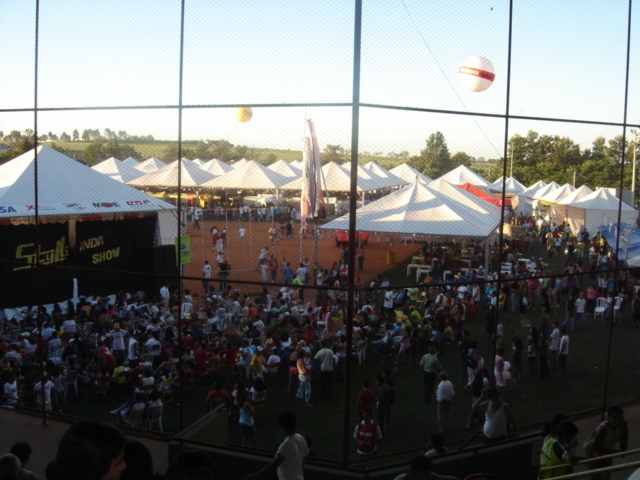
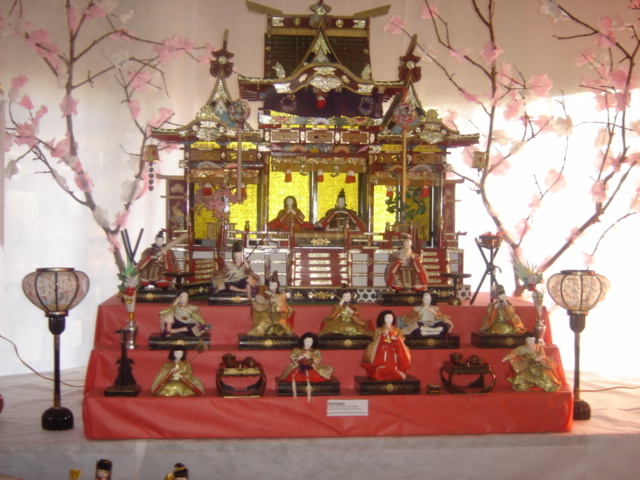
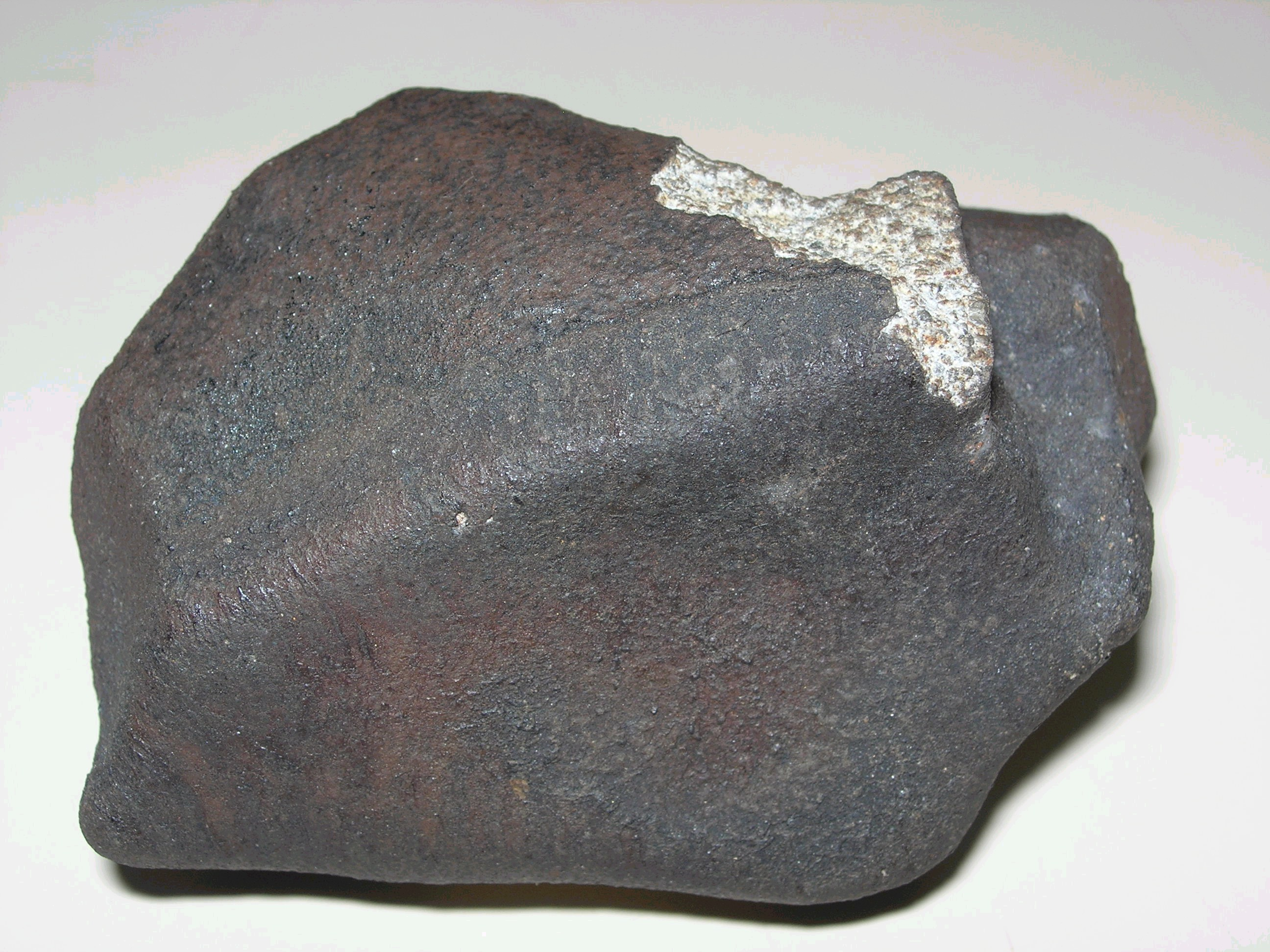